# مظفر شفیعی
مظفر شفیعی (زادهٔ ۱۵ بهمن ۱۳۳۱ در روستای جوشقان قالی از توابع شهر کاشان)، خواننده، مدرس آواز و ردیفدان موسیقی سنتی ایرانی و عضو هیئت مدیره خوانندگان آواز سنتی است.
پدرش آواز خوشی داشت و با ردیف‌های آوازی آشنا بود. شفیعی ازدوران نوجوانی ردیف‌های آوازی را تا حدودی نزد پدر فراگرفت، در سال ۱۳۵۳ بنا به توصیه عبدالوهاب شهیدی به کلاس‌های اسماعیل مهرتاش راه یافت و تا سال ۱۳۵۹نزد وی به فراگیری آواز پرداخت.
در اردیبهشت ۱۳۵۹ و پس از مدتی وقفه در آموزش، با توجه به آشنایی اش با محمدرضا شجریان چند سالی دوره آموزش ردیف را با استاد سپری کرد و سپس در کلاس دوره عالی (مرکب خوانی، تلفیق شعر و موسیقی، جمله سازی، جمله پردازی و از همه مهم‌تر کلاس خودسازی) به یادگیری و آموزش پرداخته که این منحصر به آموزش ردیف‌های آوازی و سایر آموخته‌های خود به هنرجویان جوان و اجرای کنسرت در بعضی اوقات است.
شجریان تاکنون بارها از شفیعی به عنوان یکی از شاگردان برگزیده خود نام برده است. شفیعی کنسرت‌های متعددی در تهران و چند شهر دیگر داده و علاوه بر آن چند آلبوم از او نیز به بازار موسیقی عرضه شده است که از جمله آنها می‌توان به آلبوم راست با نواپردازی ژان دورینگ و آلبوم چهارگاه مرکب اشاره کرد.

## آلبوم‌ها
- نقش خیال، ناشر: آوای هنر و اندیشه
- سرمست (گروه مهربانی)، ناشر: آوای مهربانی - ۱۳۸۸
- من جدا گریه‌کنان ابر جدا… (گروه ماهریز)، ناشر: آوا خورشید -۱۳۸۸
- مثنوی خوانی ۳ (قطعه شماره ۷ در بیات ترک)، ناشر: مؤسسه ماهور-۱۳۸۹
- دیرگاهی است… (هادی اینانلو)، ناشر: رهگذر هفت اقلیم-۱۳۹۰
- راست (گروه راست، سرپرست هنری: ژان دورینگ)، ناشر: آوای باربد -۱۳۹۱
- چهارگاه مرکب (امیر شریفی، فرید خردمند)، ناشر:آوا خورشید - ۱۳۹۱
- ابوعطا (بداهه نوازی)، ناشر: رهگذر هفت اقلیم-۱۳۹۲
- سعدی خوانی (وشتن)، آهنگسازی پیمان سلطانی، ناشر: رهگذر هفت اقلیم -۱۳۹۵